# Distretto di Punchao
Il distretto di Punchao è uno degli undici distretti della provincia di Huamalíes, in Perù. Si trova nella regione di Huánuco e si estende su una superficie di 42.24 chilometri quadrati.
Nell'anno 1998 con l'arrivo del Sacerdote Italiano Giuliano Gargiulo, la Parrocchia di Punchao ha avuto una spinta evolutiva importante sia dal punto di vista sociale, spirituale ed economico.
Padre Giuliano Gargiulo, che fa parte del movimento caritativo Operazione Mato Grosso, ha fondato e avviato diversi laboratori di falegnameria, restauro, lavorazione del vetro e laboratori artistici, accogliendo in casa i figli dei pastori campesinos, dando loro educazione, vitto e alloggio gratuiti per vari anni, fino al termine degli anni scolastici.
Il perno dei progetti avviati a Punchao è senza dubbio l'educazione dei giovani all'arte e alla carità.
Tra le varie attività avviate c'è anche l'Oratorio delle Ande che raggruppa più di 600 tra bambini e bambine poverissime.
Nel trascorso della sua opera pastorale Padre Giuliano e i volontari OMG grazie all'aiuto di alcuni benefattori sono  riusciti a restaurare l'antica chiesa di Punchao che risaliva al 1600 dC ed aveva sofferto negli anni di un costante deterioro.
La mano abile dei ragazzi artisti (della escuela de ARTE di Punchao) ha ridato vita alla Chiesa che oggi è un vero e proprio Monumento Nazionale.